# Big Spring (Texas)
Big Spring è un comune (city) degli Stati Uniti d'America e capoluogo della contea di Howard nello Stato del Texas. La popolazione era di 27.282 abitanti al censimento del 2010.

## Geografia fisica
Secondo lo United States Census Bureau, la città ha una superficie totale di 49,69 km², dei quali 49,47 km² di territorio e 0,22 km² di acque interne (0,45% del totale).

## Società

### Evoluzione demografica
Secondo il censimento del 2010, la popolazione era di 27.282 abitanti.

### Etnie e minoranze straniere
Secondo il censimento del 2010, la composizione etnica della città era formata dal 69,69% di bianchi, il 7,78% di afroamericani, lo 0,9% di nativi americani, lo 0,91% di asiatici, lo 0,04% di oceanici, il 18,41% di altre razze, e il 2,27% di due o più etnie. Ispanici o latinos di qualunque razza erano il 43,07% della popolazione.